# Progresívne Slovensko
Progresívne Slovensko (PS, dansk: Progressive Slovakiet) er et liberalt og socialliberalt politisk parti i Slovakiet etableret i 2017. Partiet ledes af Europa-Parlamentets næstformand Michal Šimečka (en).
Det er medlem af gruppen Forny Europa og medlem af Alliancen af Liberale og Demokrater for Europa. PS har tre medlemmer i Europa-Parlamentet: Michal Šimečka (tidligere journalist og forsker), Martin Hojsík (en) og Michal Wiezik (en) (begge miljøaktivister); Wiezik forlod EPP-gruppen og SPOLU for at slutte sig til PS.
Zuzana Čaputová, Slovakiets præsident fra 2019, medstifter og tidligere næstformand i PS, blev nomineret af partiet til det slovakiske præsidentvalg i 2019, og vandt ved at stå for anti-korruption, miljø og et pro-europæisk program. I Nationalrådet var partiets eneste repræsentant indtil 2023 Tomáš Valášek (en), valgt for Za ľudí (For Folket), som han forlod i 2021. I lokalpolitik har PS en dominerende stilling i Bratislava.
Ved parlamentsvalget i 2023 lovede partiet støtte til Ukraine i krigen med Rusland og bedre rettigheder for LGBT+-personer. Partiet blev det næststørste ved valget efter Smer – Sociálna demokracia.

## Historie
Partiet blev registreret hos det slovakiske indenrigsministerium 27. november 2017 efter indsendelse af 13.500 underskrifter. Partiets stiftende kongres blev afholdt 20. januar 2018 hvor Ivan Štefunko (sk) blev valgt som partiets formand. Štefunko ser det venstre-højre politiske spektrum som forældet, og sigter i stedet for, at partiet skal være en midtersøgende og liberal politisk bevægelse, idet han hævder, at "Slovakiet er fyldt med mennesker, der ønsker et moderne, åbent og europæisk land". Štefunko trådte dog tilbage som partiets leder i 2019 efter kritik af hans tidligere engagement i erhvervslivet og politik, selvom den officielle begrundelse for hans fratræden var helbredsproblemer. Štefunko blev erstattet af tidligere næstformand Michal Truban (sk). Truban er it-professionel, iværksætter og anti-korruptionsaktivist, som også går ind for digitalisering af regeringsførelse og bureaukrati.
Partiet fik først opmærksomhed i 2018, da dets kandidat, Matúš Vallo (en), vandt kommunalvalget i Bratislava, og efterfølgende blev byens borgmester. Efter præsidentvalget i 2019 blev sejren for Progresívne Slovenskos kandidat, den 45-årige advokat Zuzana Čaputová, hyldet af internationale mediekommentatorer som en sejr for liberalismen over højrepopulismen. Ifølge professor Michael Rossi hænger Čaputovás popularitet sammen med hendes appel som outsider midt i frustration over politisk korruption og klientelisme blandt vælgerne. Čaputová opnåede først berømmelse for sin kamp mod en giftlosseplads skabt af ejendomsmæglere med tilknytning til det regerende Smer-SD, hvilket førte til, at mange kommentatorer beskrev hende som den "slovakiske Erin Brockovich". Da Čaputová førte valgkamp for præsidentposten, fokuserede hun på korruption, inflation, retfærdighed, miljø og en revision af sundhedsvæsenet og gik til valg på sloganet "stå op mod det onde". Hun forholdt sig tavs om indvandring og åbne grænser, som de fleste slovakker er imod, og var den eneste betydende kandidat som ikke fordømte Global Compact on Migration.
Partiet fik det højeste stemmetal ved valget til Europa-Parlamentet i 2019 i Slovakiet med over 20,1 % af stemmerne. Til parlamentsvalget i 2020 indgik Progresívne Slovensko en samarbejdsaftale med den tidligere præsident Andrej Kiskas parti Za ľudí (For Folket) og Kresťanskodemokratické hnutie (Kristendemokratisk bevægelse). Ved valget blev koalitionen snævert ikke indvalgt i Nationalrådet, idet den fik 6,96 % af stemmerne, hvilket akkurat var under spærregrænsen for koalitioner på 7 %.

## Ideologi
Progresívne Slovensko er beskrevet som socialliberalt og liberalt. Partiet er socialt progressivt med kulturelt liberale synspunkter og er pro-europæisk. PS er økonomisk liberalt og af og til kaldet neoliberalt. PS støtter også LGBT-rettigheder og samkønnet ægteskab.
PS er placeret som midterparti eller centrum-venstre. Politiologen Darina Malová placerede partiet i det venstreorienterede politiske spektrum, og betegnede dem som et "moderne venstrefløjsparti", og adskilte dem fra de såkaldte "traditionelle" venstreorienterede slovakiske partier såsom Smer – Sociálna demokracia. På trods af dette er partiet generelt forbundet med det slovakiske centrum-højre, hvor flertallet af dets vælgere beskriver sig selv som "højreorienterede" og de har en overlappende vælgerbase med det konservative Obyčajní ľudia a nezávislé osobnosti (OĽaNO, Almindelige mennesker og uafhængige personligheder), centrum-højre partiet Za ľudí (For Folket) og det libertarianske Sloboda a Solidarita (Frihed og Solidaritet).
Partiet nægter at samarbejde med nationalistiske og populistiske partier, såsom Smer – Sociálna demokracia, Slovenská národná strana (Slovakisk Nationalparti), Republika (Republik) og Ľudová strana naše Slovensko (Folkepartiet Vores Slovakiet). På grund af påstået korruption afviser Progresívne Slovensko desuden samarbejde med Hlas – sociálna demokracia (Stemme - socialdemokratiet) og det konservative Sme rodina (Vi er familie).